# Lưu Tuyển
Jun Liu (tiếng Trung: 刘隽; bính âm: Liú Jùn; sinh ngày 12 tháng 12 năm 1997), hay Lưu Tuyển, là 1 biên đạo múa vũ công và ca sĩ người Malaysia. Anh ấy đã sản xuất vũ đạo cho Jackson Yee, GOT7, Rocket Girls 101, Nine Percent. Năm 2021, anh tham gia chương trình sống còn Thanh xuân có bạn 3, và ra mắt với tư cách là thành viên IXFORM.

## Đầu đời
Lưu Tuyển là một người Malaysia gốc Hoa, sinh ra và lớn lên ở Seremban, Negeri Sembilan, Malaysia. Anh ấy có một người anh trai. Anh bắt đầu học múa và võ thuật Trung Quốc từ năm 7 tuổi. ba anh qua đời vào đầu tháng 4 năm 2021 khi anh đang tham gia chương trình cạnh tranh nhóm nhạc Trung Quốc của iQIYI's là Thanh xuân có bạn (mùa 3).
Anh học tại trường trung học Chung Hua Seremban. Anh từng đại diện cho Đội Thiếu niên Quốc gia Malaysia tham gia Giải vô địch Wushu Thiếu niên Châu Á, và đạt giải bạc ở hạng mục Trường Tuyền . Năm 2015, sau khi tốt nghiệp cấp 2, Liu sang Hàn Quốc du học với ý định học cao hơn.